# Maalhos (Alif Alif-atol)
Maalhos is een van de bewoonde eilanden van het Alif Alif-atol behorende tot de Maldiven.

## Demografie
Maalhos telt (stand maart 2007) 314 vrouwen en 310 mannen.